# Ernst Friedländer (Archivar)
Ernst Friedländer (* 28. August 1841 in Berlin; † 1. Januar 1903 in Berlin) war ein deutscher Archivar.

## Leben
Sein Vater war der Archivar Gottlieb Friedländer (1805–1878), sein Großvater der als Münzsammler bekannte Benoni Friedländer und sein Neffe der Kunsthistoriker Max J. Friedländer. Nach der Absolvierung der Schulausbildung studierte Ernst Friedländer an der Berliner Universität Rechtswissenschaften und wurde 1867 zum Dr. jur. promoviert. Ab 1867 war er am Preußischen Staatsarchiv in Münster tätig und ab dem 1. April 1872 als Leiter des neu gegründeten Preußischen Staatsarchivs in Aurich. Ab 1874 übernahm Ernst Friedländer die Leitung des Geheimen Staatsarchiv in Berlin. Er trug unter anderem die Titel Geheimer Staatsarchivar und Geheimer Archivrat. Friedländer wurde am 4. Januar 1903 auf dem Zwölf-Apostel-Friedhof neben seinem bereits vorher verstorbenen Sohn in einer kleinen Gedenkfeier beigesetzt. Zu diesem Anlass hatten sich hohe Staatsbeamte, Mitglieder der Zwölf-Apostel-Gemeinde und Vertreter von gemeinnützigen Anstalten eingefunden.
Die überregionale Bedeutung Friedländers besteht darin, dass er sich um die Darstellung der Universitätsgeschichte der verschiedenen Einrichtungen kümmerte. Aus den im Archiv vorhandenen Materialien stellte er Geschichtshandbücher zusammen und gab diese heraus. Zuvor hatte kaum jemand über das Universitätsleben, den Umfang der Studienfächer, die Studienprogramme, die Wirkungen der Universitäten untereinander oder die Akzeptanz der Lehreinrichtungen im Ausland geforscht.

## Veröffentlichungen (Auswahl)
- Rheinländer und Westfalen auf der Universität Prag. In: Monatsschrift für rheinisch-westfälische Geschichtsforschung und Alterthumskunde, 1. Jahrgang, 1875, S. 254–271.
- Ostfriesisches Urkundenbuch (zu den beiden Bänden erschien später ein Ergänzungsband)
  - Band 1: 787–1470, Emden 1878 (Digitalisat).
  - Band 2: 1471–1500, Emden 1881.
- Aeltere Universitäts-Matrikeln. I. Universität Frankfurt a. O., 3 Bände, Leipzig 1887–1891 (Hrsg.)[3]
- Rheinische Urkunden, Teil I. In: Annalen des Historischen Vereins für den Niederrhein, insbesondere die alte Erzdiöcese Köln. Heft 50, 1890,  S. 220–249.
- Die Einlager. Beitrag zur deutschen Rechtsgeschichte[1]
- Die Kirchenordnung der Grafschaft Tecklenburg[1]
- Briefe des Aggaeus de Albada an Rembertus Ackema[1]